# Сиина, Макото
Макото Сиина (яп. 椎名誠 Сиина Макото), нынешняя фамилия Ватанабэ (яп. 渡辺, род. 1944, Сэтагая, Токио, Япония) — японский писатель

 и кинорежиссёр

, основоположник стиля «сёва-кэйхакутай».

## Биография
Макото Сиина родился в токийском районе Сэтагая, квартал Сангэндзяя, в семье бухгалтера. Отец — Сиина Фуминосукэ (яп. 椎名文之助); мать — Сиина Тиё (яп. 千代). С 1950 года жил в префектуре Тиба, в частности, в посёлке Сисуи и городе Тиба. У Макото есть единокровный брат. Отец умер, когда Макото учился в шестом (последнем) классе начальной школы; после этого Сиина стал плохо учиться и присоединился к группе хулиганов.
Окончил Старшую муниципальную школу города Тиба (яп. 千葉市立千葉高等学校), затем поступил в Токийский институт фотографии, однако бросил обучение. Позже прошёл курсы сценаристов. С детства увлекался чтением, особенно научной фантастики и произведений в жанре натурализма, и занимался фотографией.
В 1953 году Макото начал издавать журнал додзинси «Журнал Макухари» (яп. 幕張じゃーなる макухари дзя:нару), впоследствии основав ещё несколько додзинси-изданий. В 1966 году он устроился на работу в недавно открывшийся деловой журнал Stores Report (яп. ストアーズレポート). Журнал объявил конкурс на лучший план первого номера, и Макото выиграл его, став главным редактором. В это же время Сиина знакомится со знаменитым герпетологом Эйити Такадой (яп. 高田榮一), которого в автобиографии называеи «змеиным директором» (яп. ヘビ専務 хэби сэмму).
Примерно в 1968 году Макото, иллюстратор-эссеист Хироси Савано и очеркист Синсукэ Кимура создают туристический клуб «Токэтокай», с которым периодически совершают путешествия. Макото в 1980 году написал об этих выездах на природу книгу «Васира ва аясий танкэнтай» (яп. わしらは怪しい探険隊), позже превратившуюся в серию.
В 1976 году Сиина основал журнал «Хон но дзасси» (яп. 本の雑誌), со второго выпуска и до 2011 года он являлся его главным редактором. Вместе с ним в новостном отделе работали Кодзи Мэгуро и Мэгуми Кикути. С 1977 года для покрытия расходов на издание «Хон но дзасси» Сиина и Мэгуро издавали эротическую мангу.
Стиль повестовования Макото, названный Кодзабуро Арасиямой «лёгкий литературный [периода] Сёва» (яп. 昭和軽薄 сё:ва кэйхакутай), был открытием того времени; Сиина активно использовал в повествовании разговорные фразы с обилием катаканы и ономатопоэтических слов. Темами его произведений (как текстов, так и кинофильмов) являются социальная изоляция, страх перед действительностью, осознание важности традиций и важность гармонии с природой. В 1980-х годах, однако, Сиина покидает Stores и пишет эссе «Прощай, сёва-кэйхакутай» (яп. さらば昭和軽薄体 сараба сё:ва кэйхакутай), в котором объявляет, что уже вырос из него. После публикации он переключается на писательскую деятельность, преимущественно рассказы, новеллы, «ватакуси-сёсэцу» и научную фантастику.
В 1990 году Макото вместе с Бананой Ёсимото оказался среди восьми современных писателей, выбранных руководством «Японских железных дорог» для сборника «Дорожные истории» (яп. 中吊り小說 накадзури сё:сэцу), который бесплатно раздавали пассажирам.
С 2005 года Макото является членом и пропагандистом антимилитаристского объединения «Статья 9».

## Личная жизнь
В апреле 1968 года женился на Итиэ Ватанабэ (яп. 渡辺一枝 Ватанабэ Итиэ), с которой тремя годами ранее его познакомила жена Синсукэ Кимуры, и взял её фамилию. В браке имеет двоих детей: дочь Ё (яп. 渡辺葉 Ватанабэ Ё:, 1970 года рождения) и сына Гаку (яп. 渡辺岳 Ватанабэ Гаку, 1973 года рождения), которому посвящена книга «Истории Гаку» (яп. 岳物語 Гаку моногатари).

## Премии
- 1988 год — Genealogy of dog (яп. 犬の系譜) — Премия им. Э. Ёсикавы[яп.];
- 1990 год — «Ad Bird»[яп.] — Nihon SF Taisho;
- 1993 год — фильм Hear the Duck's Song (яп. あひるのうたが聞こえてくるよ。) — Кинопремия им. Ф. Ямадзи[яп.];
- 1995 год — фильм «Белая лошадь» (яп. 白い馬 сирой ума) — Премия JRA[яп.][14];
- 1996 год — «Белая лошадь» — Кинопремия 5-го фестиваля Earth vision[яп.];
- 1997 год — «Белая лошадь» — Премия японских кинокритиков[яп.].

## Прочая избранная библиография
- 1980 год — «Васира ва аясий танкэнтай» (яп. わしらは怪しい探険隊);
- 1983 год — «Когда дождь кончится» (яп. 雨がやんだら);
- 1985 год — «Истории Гаку» (яп. 岳物語 гаку моногатари);.
- 2003 год — «Жёлтая палатка на крыше» (яп. 屋上の黄色いテント)